# Třída Henry J. Kaiser
Třída Henry J. Kaiser je třída tankerů pomocných sil Amerického námořnictva. Plavidla převážejí pohonné hmoty pro válečné lodě a letadla operující z letadlových lodí. Postaveno bylo celkem 18 jednotek této třídy. Američané jich k roku 2013 provozují 14. Jeden z již vyřazených tankerů získalo Chilské námořnictvo.

## Stavba
Stavba této třídy byla zahájena roku 1984. Americké loděnice Avondale Shipyard, Sun Shipbuilding and Drydock Company, Pennsylvania Shipbuilding Company a Tampa Shipbuilding Company postavily celkem 18 jednotek této třídy. Tankery USNS Patuxent, USNS Rappahannock a USNS Laramie byly postaveny s dvojitými trupy, což prodloužilo dobu jejich stavby z 32 na 42 měsíců a snížilo jejich přepravní kapacitu o 17%. Rovněž jejich plný výtlak se zvětšil na 42 000 tun.
Jednotky třídy Henry J. Kaiser:
| Jméno                              | Založení kýlu | Spuštěna | Vstup do služby | Status                                                          |
| ---------------------------------- | ------------- | -------- | --------------- | --------------------------------------------------------------- |
| USNS Henry J. Kaiser (T-AO-187)    | 1984          | 1985     | prosince 1986   | Aktivní                                                         |
| USNS Joshua Humphreys (T-AO 188)   | 1984          | 1986     | duben 1987      | Aktivní                                                         |
| USNS John Lenthall (T-AO 189)      | 1985          | 1986     | červenec 1987   | Aktivní                                                         |
| USNS Andrew J. Higgins (T-AO 190)  | 1985          | 1987     | říjen 1987      | Prodán Chile, přejmenován Almirante Montt                       |
| USNS Benjamin Isherwood (T-AO 191) | 1986          | 1988     | –               | Stavba zrušena před dokončením, nezařazen do služby, sešrotován |
| USNS Henry Eckford (T-AO 192)      | 1987          | 1989     | –               | Stavba zrušena před dokončením, nezařazen do služby, sešrotován |
| USNS Walter S. Diehl (T-AO 193)    | 1986          | 1987     | září 1988       | Aktivní                                                         |
| USNS John Ericsson (T-AO 194)      | 1989          | 1990     | březen 1991     | Aktivní                                                         |
| USNS Leroy Grumman (T-AO 195)      | 1987          | 1988     | srpen 1989      | Aktivní                                                         |
| USNS Kanawha (T-AO 196)            | 1989          | 1990     | prosinec 1991   | Aktivní                                                         |
| USNS Pecos (T-AO 197)              | 1988          | 1989     | červenec 1990   | Aktivní                                                         |
| USNS Big Horn (T-AO 198)           | 1989          | 1991     | květen 1992     | Aktivní                                                         |
| USNS Tippecanoe (T-AO 199)         | 1990          | 1992     | únor 1993       | Aktivní                                                         |
| USNS Guadalupe (T-AO 200)          | 1990          | 1991     | září 1992       | Aktivní                                                         |
| USNS Patuxent (T-AO 201)           | 1991          | 1994     | červen 1995     | Aktivní                                                         |
| USNS Yukon (T-AO 202)              | 1991          | 1993     | březen 1994     | Aktivní                                                         |
| USNS Laramie (T-AO 203)            | 1994          | 1995     | květen 1996     | Aktivní                                                         |
| USNS Rappahannock (T-AO 204)       | 1992          | 1995     | listopad 1995   | Aktivní                                                         |

## Konstrukce
Plavidla mají jeden trup, pouze poslední tři jednotky byly vybaveny trupem dvojitým. Tankery mohou na širém moři zásobovat jednu loď na každém boku. Dvě zásobovací stanoviště jsou na každém boku. Páté se nachází na zádi. Celkem pojmou 180 000 barelů motorové nafty či leteckého paliva a 20 kontejnerů či 128 palet s pevným nákladem. Tankery obvykle nenesou žádnou výzbroj. V případě potřeby mohou být vybaveny obranným systémem Phalanx. Na zádi jsou vybaveny přistávací plochou pro jeden transportní vrtulník. Nejsou vybaveny hangárem. Pohonný systém tvoří dva diesely Colt-Pielstick 10 PC4.2 V 570. Lodní šrouby jsou dva. Nejvyšší rychlost dosahuje 20 uzlů.